# Chiosco piastrellato

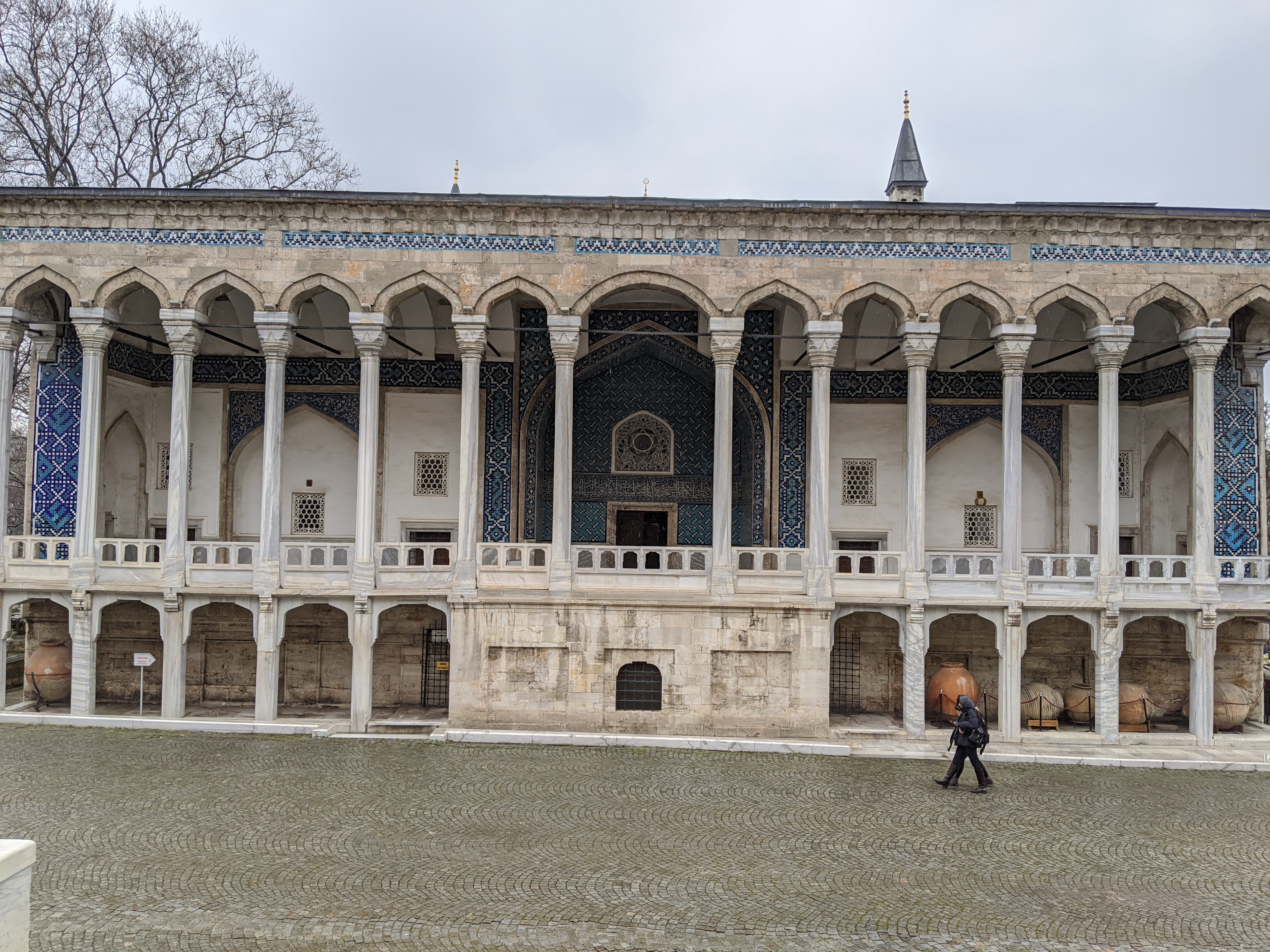
Ingresso del Chiosco Piastrellato.

Il Chiosco piastrellato (in turco Çinili köşk) è un padiglione situato all'interno delle mura esterne del palazzo di Topkapı e risale al 1472 come indicato sull'iscrizione delle piastrelle sopra l'ingresso principale. Fu costruito dal sultano ottomano Mehmed II come palazzo di piacere o chiosco. Si trova nelle parti più esterne del palazzo, accanto al parco di Gülhane. Era anche chiamato chiosco smaltato (Sırça Köşk).
Fu utilizzato come Museo Imperiale (in turco ottomano: Müze-i Hümayun, in turco: İmparatorluk Müzesi) tra il 1875 e il 1891. Nel 1953, fu aperto al pubblico come museo di arte turca e islamica, e fu poi incorporato nei Musei Archeologici di Istanbul, ospitando il Museo di Arte Islamica. Il padiglione contiene molti esempi di ceramica di İznik e selgiuchide.

## Descrizione
L'edificio ha una pianta a croce greca e due piani di altezza, anche se, poiché l'edificio si trova a cavallo di un declivio, solo un piano è visibile dall'ingresso principale. I mattoni smaltati esterni mostrano un'influenza centroasiatica, in particolare dalla moschea di Bibi-Khanym di Samarcanda. La pianta quadrata e assiale rappresenta i quattro angoli del mondo e simboleggia, in termini architettonici, l'autorità universale e la sovranità del sultano. Non essendoci alcuna influenza bizantina, l'edificio è attribuito ad un architetto persiano sconosciuto. Il mattone con cornice in pietra e i pilastri poligonali della facciata sono tipici della Persia. Un cancello di griglia conduce al seminterrato. Due rampe di scale sopra questo cancello portano ad una terrazza colonnata coperta. Questo portico è stato ricostruito nel XVIII secolo. La grande porta al centro, circondata da un arco verde piastrellato, conduce al vestibolo e poi ad una corte a cupola. I tre appartamenti reali sono situati dietro, con l'appartamento di mezzo in forma absidale.
Questi appartamenti si affacciano sul parco fino al Bosforo. Le piastrelle bianche e blu sul muro sono disposte in esagoni e triangoli alla maniera di Bursa. Alcune mostrano delicati motivi di fiori, foglie, nuvole o altre forme astratte. L'intonaco bianco è alla maniera persiana. Su entrambe le ali della corte a cupola ci sono gli eyvan, nicchie a volta aperte su un lato.

Lampada da moschea in ceramica bianco-blu di Iznik